# Поляков, Сергей Алексеевич
Сергей Алексеевич Поляков (род. 20 июня 1970, Витебск) — советский и латвийский хоккеист, вратарь.

## Биография
На юношеском уровне играл за рижский клуб «Латвияс Берзс». В первенстве СССР дебютировал в сезоне 1986/87 второй лиги, сыграв один матч за команду РШВСМ. В сезоне 1990/91 провёл два матча в высшей лиге за рижское «Динамо», выходя в концовке выигрышных поединков против «Автомобилиста» (10:3) и «Торпедо» У-К (7:4) вместо Артура Ирбе. В сезоне 1992/93 перешёл из рижского клуба в «Динамо» Москва. В сезонах 1994/95 — 1996/97 играл за череповецкие «Северсталь» и «Северсталь-2»
Серебряный призёр молодёжного чемпионата мира 1990.